# Длиннохвостый красноногий манакин
Длиннохвостый красноногий манакин (лат. Chiroxiphia linearis) — вид птиц семейства манакиновых, обитающая в Коста-Рике, Сальвадоре, Гватемале, Гондурасе, Мексике и Никарагуа.
Естественной средой обитания птицы являются субтропические и тропические сухие леса, субтропические и тропические влажные низменные леса, а также сильно поредевшие старые леса.

## Поведение и размножение
Длиннохвостые красноногие манакины демонстрируют уникальную мужскую кооперацию в брачном поведении. Самцы формируют долгосрочные союзы из двух или трёх особей, которые совместно исполняют дуэтовую песню и сложные танцевальные движения на токовых площадках. Только альфа‑самцы спариваются, в то время как бета‑самцы выступают в роли помощников — поют, танцуют и создают фон, но реже размножаются.
Такое сотрудничество было изучено в Коста‑Рике: самцы в союзе часто занимают "очередь" к статусу альфы, и бета‑самец имеет шанс занять её, когда альфа исчезает или погибает; в итоге бета может стать альфа и получить право размножаться с теми же самками, привлечёнными их дуэтом в предыдущие сезоны.
Исследования также показали связь между синхронностью дуэта и успехом в привлечении самок: команды самцов с более точным совпадением частоты пения и четкостью сигналов получают больше внимания со стороны самок.
После отбора дуэта самка строит гнездо и выкармливает потомство в одиночку, без участия самцов.